# Ológrafo
Ológrafo é um testamento ou memória testamentária escrita a mão pelo seu próprio autor, ou seja, escrita de próprio punho pela pessoa antes de falecer, deixando suas disposições de última vontade.
No Brasil, estes escritos estão regulados pelo Código Civil Brasileiro e valem como codicilos  desde o ano de 2002.
Este é admitido em diversos sistemas jurídicos ao redor do mundo, o testamento sem a participação de testemunhas não era permitido entre nós até a entrada em vigor do CC de 2002, que o previu como modalidade excepcional de testamento particular no art. 1.879, preceituando que em circunstâncias excepcionais declaradas pelo testador no documento, este poderá elaborá-lo de próprio punho e assiná-lo, sem testemunhas, podendo o juiz confirmá-lo posteriormente.